# 塔纳伊斯

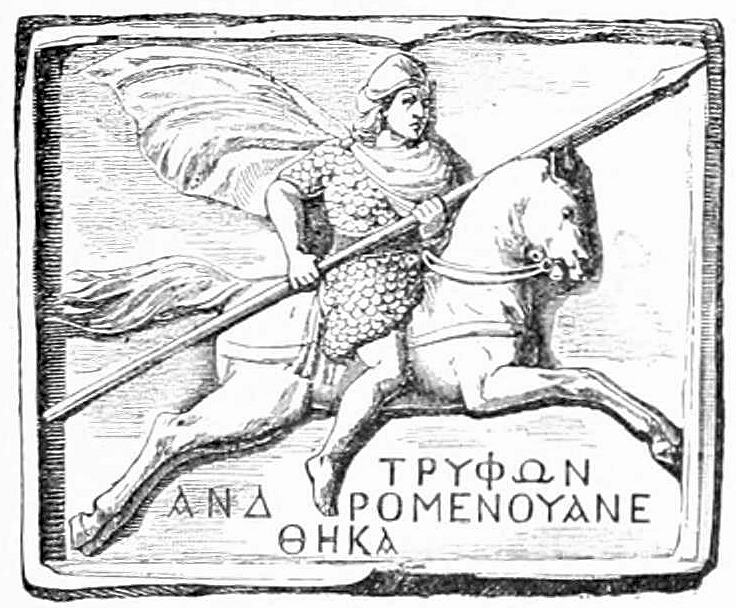
塔纳伊斯遗址发现的浮雕，上书希腊语

塔纳伊斯（Tanais，希臘語： Tánaïs，亦译为塔奈斯、塔那伊斯、塔内斯、泰内伊斯等）是位于顿河三角洲（在古典时期被称为麦奥提亚沼泽, hē Maiōtis límnē）的一座古代希腊城市，具体地点在今天俄罗斯罗斯托夫州米亚斯尼科万区的涅德维戈夫卡村（Недвиговка хутор），顿河畔罗斯托夫以西。

## 历史
该城在公元前三世纪由米利都的商人所建，“塔纳伊斯”（Tanais）是希腊语中对顿河的称呼。古希腊地理学家斯特拉波在其《地理志》（第11卷2.2）中记载，塔纳伊斯是蛮族最大的市集。公元330年曾被哥特人洗劫，但该城直到公元五世纪后半叶仍有人居住，此后由于河道淤塞，人口逐渐移动到了西南不远处的小城亚速和罗斯托夫。
十四世纪威尼斯人重建了塔纳伊斯，之后为热那亚共和国所获得，他们用意大利语称之为（大海之滨的塔纳）。这时该城与卡法一道，是热那亚人与金帐汗国贸易的重要据点之一。1368年后，该城又一次衰败，并在1392年为帖木儿征服，1471年为奥斯曼土耳其所占领。1696年被俄罗斯占领，1711年再度回到奥斯曼人手中，最终于1771年被并入俄罗斯帝国。
古代遗址于1832年首先由俄国人斯捷普科夫斯基（И.А. Стемпковский）发现。

希腊人在黑海一带的殖民地，“塔纳伊斯”（Tanais）在图中右上方，用蓝色圆点标出

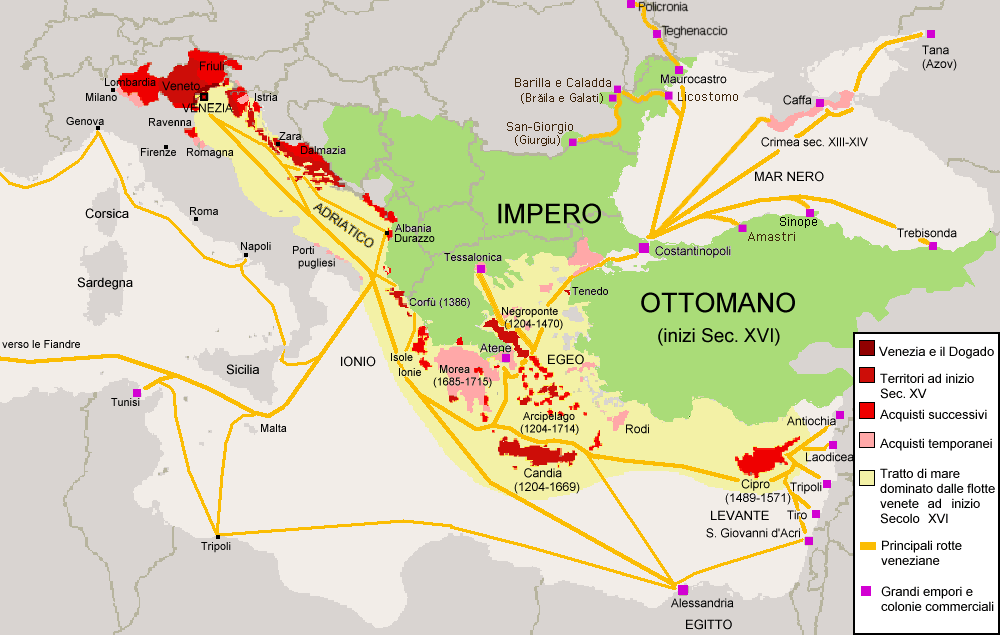
公元14世紀時，威尼斯殖民地一覽，“塔納”(Tana)在图中右上方